# Schloss Jettingen

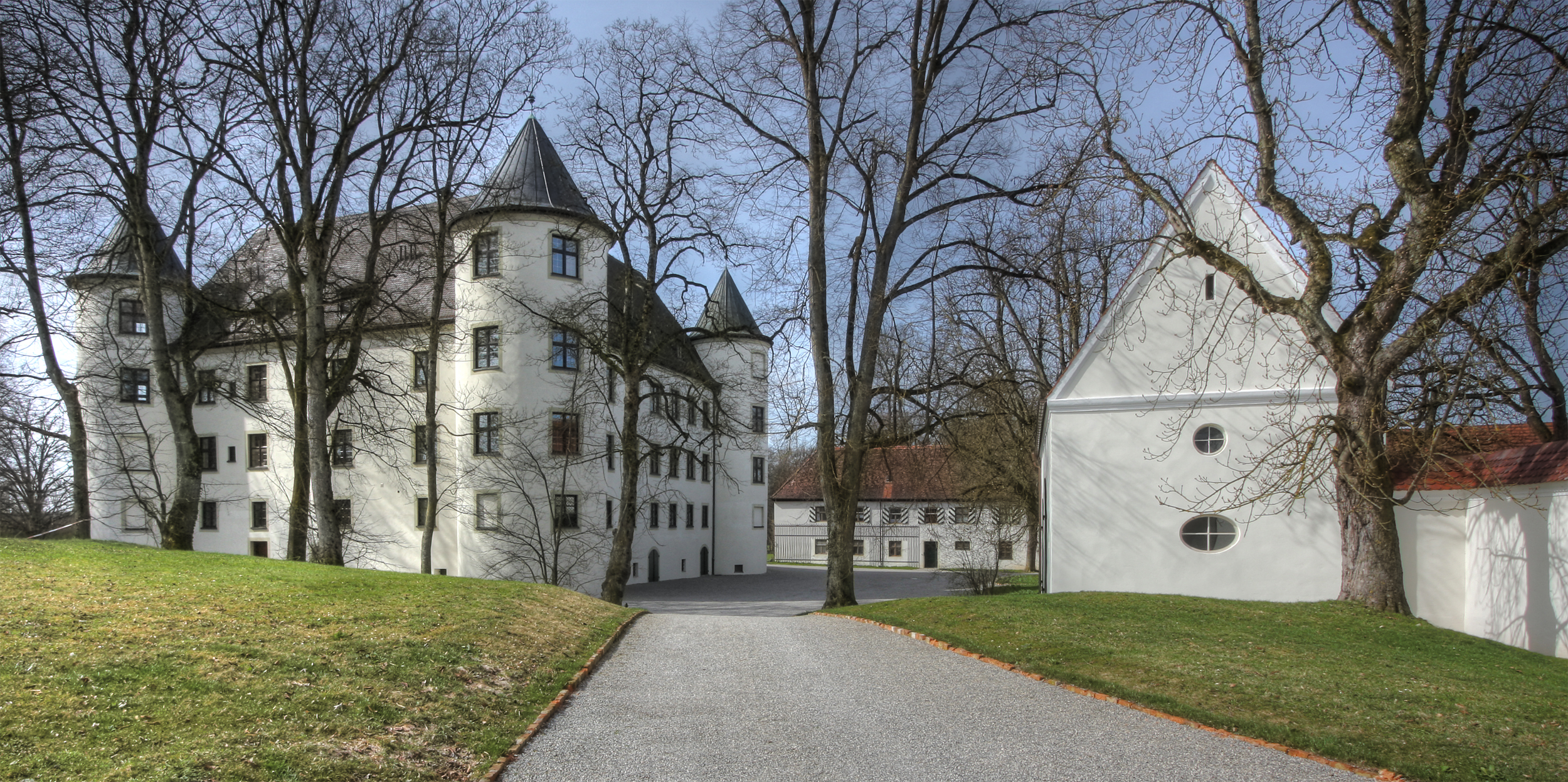
Schloss Jettingen

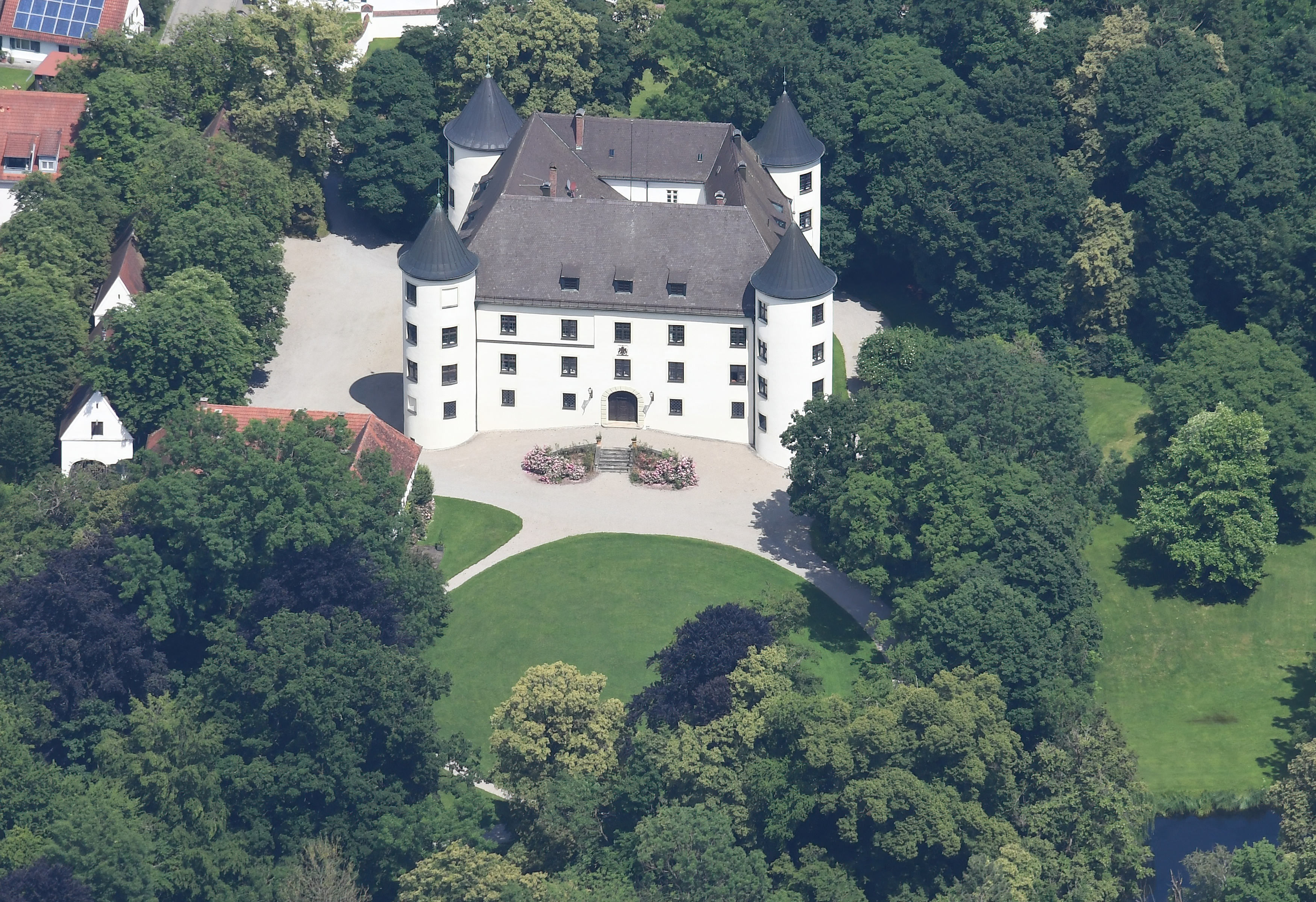
Schloss Jettingen aus der Vogelperspektive

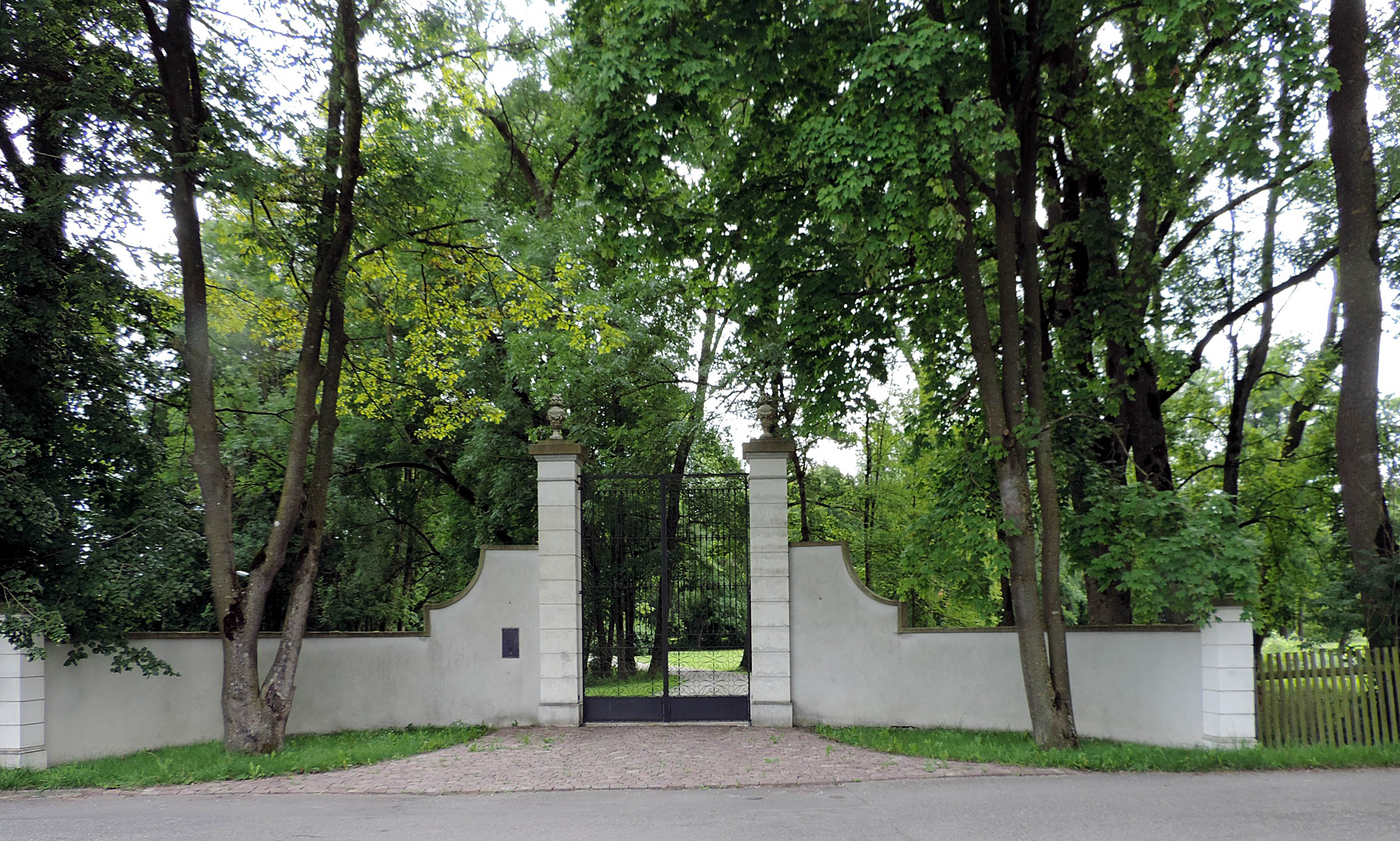
Parktor

Schloss Jettingen ist eine mächtige dreistöckige Vierflügelanlage mit hohem Walmdach. Es liegt in Jettingen im Landkreis Günzburg. Im Schloss wurden am 12. Dezember 1815 die Kinder- und Jugendschriftstellerin Isabella Braun und am 15. November 1907 Claus Schenk Graf von Stauffenberg geboren. Das Schloss ist von einem ausgedehnten Park im englischen Stil umgeben.

## Geschichte
Das vierstöckige ehemalige Wasserschloss mit vier wuchtigen runden Ecktürmen wurde 1480 von Hans von Stain errichtet und danach mehrfach umgebaut. An seiner Stelle stand vorher eine kleine Wasserburg.
1748 erwarb Freiherr Johann Albrecht Schenk von Stauffenberg (Wülfinger Linie) den lehenbaren Besitz, dessen Sohn Lothar Philipp Schenk von Stauffenberg das Lehen durch Kauf zu seinem Eigentum machte. Immer mehr verfiel das Schloss, so dass es gleichsam einer Ruine glich. Seinerzeit war nur ein einziges Stockwerk, wie Isabella Braun berichtete, noch bewohnbar, das andere lag in gänzlicher Zerfallenheit und diente zur Aufbewahrung alter Fässer […] Der innere Schloßhof war sonnenlos, feucht und kalt. Die Seitenthüren zu den Kanzleien glichen den Eingängen zu schaurigen Burgverließen; der Aufgang zu den Wohnungen war nicht minder unfreundlich. Hatte man jedoch den ersten Treppenabsatz erreicht, dann strömte das Licht von zwei Seiten in einen langen, prächtigen Korridor, von dessen Wänden die lebensgroßen Bilder der römischen Kaiser herniederstarrten. Die Thüren führten in eine Reihe stattlicher Zimmer, alle ineinandergehend, in Ost und West vom Turm-Erker begrenzt.
1833 übernahm Franz Schenk von Stauffenberg (Amerdinger Linie), genannt der Exzellenzherr, das Erbe. Er war es, der im Jahre 1841 das verfallene Schloss wieder aufbaute. In diesem Zusammenhang wurde der Wassergraben aufgefüllt und das vierte Geschoss abgetragen, ferner diverse Nebengebäude dazugebaut.
Im Jahr 2000 erwarb Hieronymus Graf Wolff-Metternich zur Gracht das Gut. 2000–2003 erfolgte eine Sanierung fehlgeschlagener vorhergegangener Restaurierungen.